# Os Mutantes (альбом)
| Оценки критиков                   | Оценки критиков |
| Источник                          | Оценка          |
| --------------------------------- | --------------- |
| About                             | [ 2 ]           |
| Allmusic                          | [ 3 ]           |
| The Encyclopedia of Popular Music | [ 4 ]           |

Os Mutantes — одноимённый дебютный альбом бразильской тропикалия-группы Os Mutantes, выпущенный в 1968 году на Polydor. Сочетает в себе традиционные бразильские музыкальные стили с американской и британской психоделией. Альбом включает в себя кавер на песню The Mamas & The Papas «Once Was a Time I Thought», переведённую на португальский как «Tempo no Tempo» и кавер на песню «Le premier bonheur du jour», ранее исполненной Франсуазой Арди. В 1999 году он был переиздан лейблом Omplatten Records и снова в 2006 году материнской компанией Omplatten (и Polydor), Universal Records.
Альбом получил признание критиков во всем мире и занял 12 место в списке журнала Mojo «50 самых популярных альбомов всех времен». Занимает 9 место в списке 100 величайших бразильских альбомов всех времён Rolling Stone. Также попал на 39 место в списке the Rollingstones Top 40 Stoner albums и фигурирует под номером 9 из 10 лучших латино-рок-альбомах всех времен по версии Rolling Stones.

## Общий фон
Os Mutantes дебютировали на шоу TV Record, которое вышло в эфир перед Jovem Guarda под названием O Pequeno Mundo de Ronnie Von. Группа отвечала за саундтрек, в основном играя рок-версии эрудированных композиций, а также перепевая хиты The Beatles и других групп. После дебюта группу пригласили принять участие во многих других шоу, включая Jovem Guarda, но в конце концов им отказали, так как их не устроили многие из инструментов группы, которые планировалось использовать на сцене.
В 1967 году музыканты познакомились с Жилберто Жилом через Рожерио Дюпра. Вместе с Жилом они записали две песни: «Bom Dia» и «Domingo No Parque»; с последней они участвовали в дебюте тропикалистов на III Festival de Música Popular Brasileira (Третий фестиваль популярной бразильской музыки), где они были удостоены второго места. После этого они начали более активно участвовать в тропикалистическом движении, участвуя в памятных моментах, таких как презентация песни «É Proibido Proibir» (рус. Запрещено запрещать) на III Международном фестивале Кансао, где их освистали и на выставке Divino, Maravilhoso, последней крупной тропикалистской манифестации. Группа также была частью проекта Tropicália: ou Panis et Circencis, одного из величайших альбомов бразильской музыки, участвовала на альбомах Жилберту Жиля и Каэтану Велозу, а также делала телевизионные рекламные ролики и джинглы для Shell.

## Оценка критиков
AllMusic назвал альбом «дико изобретательным путешествием, которое ассимилировало оркестровую поп-музыку, причудливую психоделию, конкретную музыку, звуковую среду, [а также] гитары фуззтона и басовые партии go-go», заключив, что «он гораздо более экспериментален, чем любой из альбомов, выпущенных первоклассными психоделическими группами Великобритании или Америки.» Crawdaddy заявил, что люди, не говорящие на португальском языке, «могут не знать, о чём поют психоделические попстеры, но дикая изобретательность и игривые зацепки их дебюта говорят достаточно громко. На запись глубоко повлияла музыка из США и Великобритании того времени, но […] Os Mutantes открывали новые горизонты.»

## Список композиций
Слова и музыка всех песен — Арнальдо Баптисты, Риты Ли и Серхио Диаса, кроме отмеченных.
| №  | Название             | Автор(ы)                     | Длительность |
| -- | -------------------- | ---------------------------- | ------------ |
| 1. | «Panis et Circenses» | Жилберту Жил, Каэтану Велозу | 3:40         |
| 2. | «A Minha Menina»     | Жоржи Бен                    | 4:45         |
| 3. | «O Relógio»          |                              | 3:31         |
| 4. | «Adeus, Maria Fulô»  | Сивука, Умберто Тейшейра     | 3:06         |
| 5. | «Baby»               | Каэтану Велозу               | 3:01         |
| 6. | «Senhor F»           |                              | 2:35         |

| №   | Название                     | Автор(ы)                                                       | Длительность |
| --- | ---------------------------- | -------------------------------------------------------------- | ------------ |
| 7.  | «Bat Macumba»                | Жилберту Жил, Каэтану Велозу                                   | 3:10         |
| 8.  | «Le premier bonheur du jour» | Франк Жерар, Жан Ренар                                         | 3:39         |
| 9.  | «Trem Fantasma»              | Каэтану Велозу, Арнальдо Баптиста, Рита Ли, Серхио Диас        | 3:18         |
| 10. | «Tempo no Tempo»             | Джон Филлипс - Версия: Арнальдо Баптиста, Рита Ли, Серхио Диас | 1:47         |
| 11. | «Ave Genghis Khan»           |                                                                | 3:48         |

## Участники записи[10]
- Рожерио Дюпра[англ.]: аранжировки

Os Mutantes
- Рита Ли — вокал (1, 3, 4, 7, 8, 9, 10, 11), блокфлейта, автоарфа, перкуссия
- Серхио Диас[англ.] — вокал (1, 4, 6, 7, 10, 11), гитара
- Арнальдо Баптиста[англ.] — вокал (1, 4, 5, 7, 9, 10, 11), клавишные, бас-гитара

Специальные гости:
- Dirceu: ударные
- Жоржи Бен: вокал и акустическая гитара (в «A Minha Menina»)
- Доктор Сезар Баптиста: вокал (в «Ave, Gengis Khan»)
- Кларисса Лейте[англ.]: фортепиано в «Senhor F»
- Клаудио Баптиста: электроника
- Жилберту Жил: перкуссия (в «Bat Macumba»)